# طول‌موج مرکزگون
طول‌موج مرکزگون (به انگلیسی: centroid wavelength)، طول‌موج میانگین وزنی توان است:
{\displaystyle \lambda _{\text{c}}={\frac {1}{P_{\text{total}}}}\int p(\lambda )\lambda \,d\lambda ,}
و توان کل است
{\displaystyle P_{\text{total}}=\int p(\lambda )\,d\lambda ,}
که اینجا {\displaystyle p(\lambda )} چگالی طیفی توان است، برای مثال در وات بر نانومتر.
انتگرال‌های فوق از نظر تئوری در کل طیف گسترش می‌یابند، با این حال، معمولاً برای انجام انتگرال روی طیف که چگالی طیفی {\displaystyle p(\lambda )} بالاتر از کسری از حداکثر آن است، کافی است.